# اصطلاحات دریانوردی در خلیج فارس

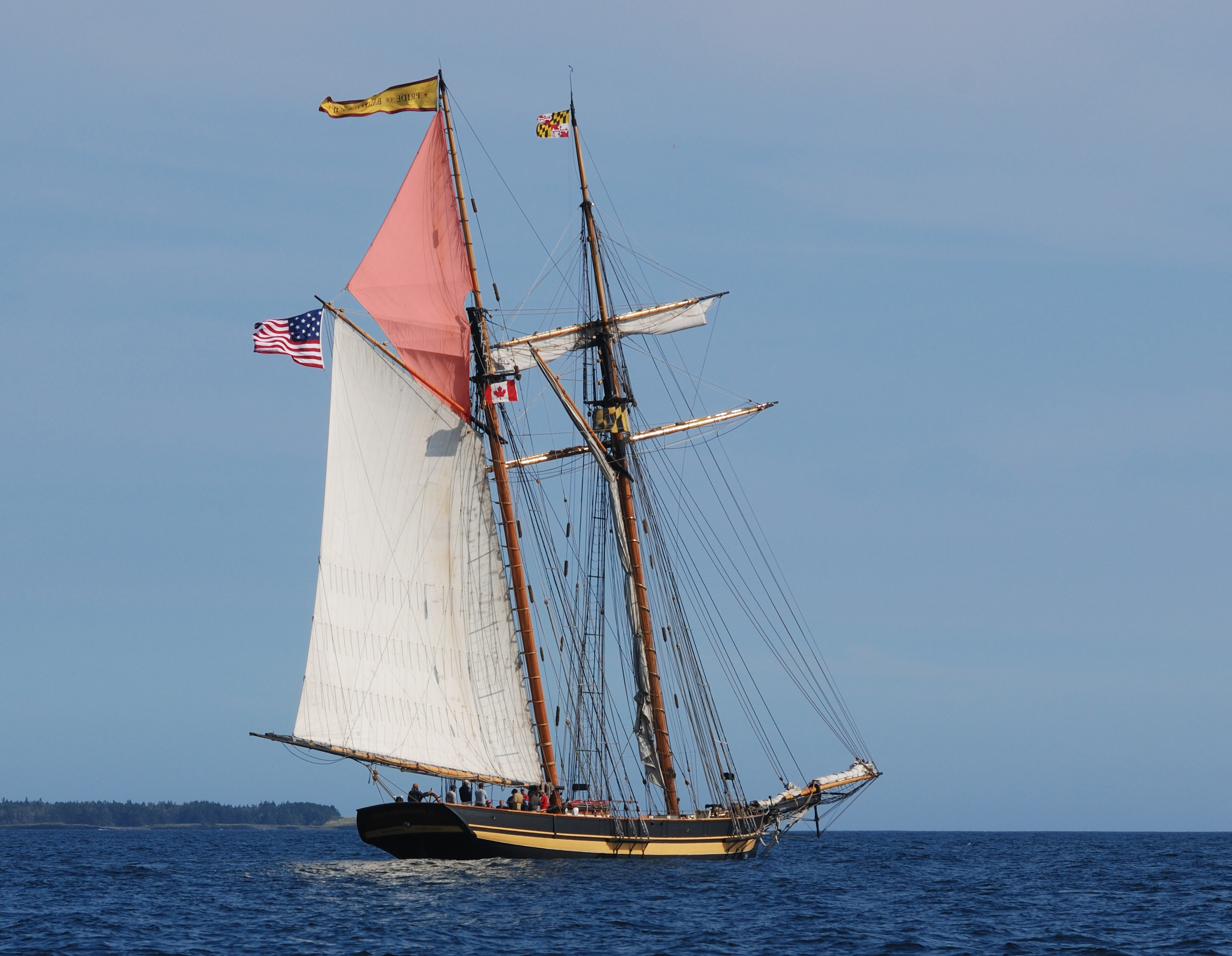
نگاره‌ای از کشتی بادبانی افتخار بالتمور که از نوع تاپسل (fr)، به معنای بادبان هوایی در عقب قایق است.

این فهرستی از اصطلاحات رایج دریانوردی در خلیج فارس است. برخی از این اصطلاحات فارسی است و بقیه از عربی و زبان‌های اروپایی وارد فارسی شده‌است.
- اوزال: بادبان.

- اوشار: قایقی که بدنه‌اش ساخته شده ولی هنوز سامان ندارد.
- باد سهیل:
- باد شمال: بادی که از غرب می‌وزد.
- باد عقرب:
- باد عیوقی:
- باد کوش:
- باد گاه: بادی که از شمال می‌وزد.
- باد نعشی:
- بدن: نوعی قایق
- بدنه: بدنه قایق
- بسته: طناب بالا کشیدن پروند.
- بطاله: نوعی قایق
- بُرد: دو طرف راست و چپ قایق. برد راست و برد چپ.
- بغله: نوعی قایق
- بوم: نوعی قایق
- بیدک: بادنما
- بیس: تیر حمال اصلی کف قایق. در عربی بیص می‌نویسند. احتمالاً از base
- بیوارد: از طناب‌های نگه‌دارنده دول.
- پاوره: لنگر با دو ناخن آهنی.
- پروند: تیر بلندی که بادبان به آن آویزان است.
- پنجری: جاشویی که برای دیدبانی بالای دول می‌رود.
- پیمون: واحد اندازه‌گیری ژرفا برابر با فاصله میان دو سر انگشتان دو دست باز شده به دو طرف انسان. کاملاً شبیه به تعریف fathom در انگلیسی
- تاپسل: بادبان عقب قایق. احتمالاً از topsail
- تشاله: نوعی قایق
- تعان: بار سنگینی که برای تعادل قایق در کف آن پر می‌کنند. معمولاً ماسه است.
- جاشو: کارگر قایق که زیر نظر سرهنگ کار می‌کند.
- جامع: قرقره بزرگی که طناب‌های برافراشتن بادبان اصلی از آن می‌گذرد.
- جَدّاف: تیرهای عمودی که برای نگه‌داشتن قایق در ساحل پس از جزر بکار می‌رود.
- جهاز: نام عمومی ناوها
- جیب: بادبان مثلث جلوی قایق. به همان معنی jib در انگلیسی.
- چرخ: فرمان گرد و دسته‌دار برای هدایت قایق.
- حَلْج: ردیفی از گرهاف‌ها برای حفاظت از طناب‌ها در جریان خایور کردن.
- حلقوم: شلمان‌های جلو که به بیس وصل هستند و دهانه آن‌ها تنگ‌تر است.
- خایُر: دور زدن پشت به باد و عوض کردن جای بادبان از راست به چپ یا بر عکس.
- خن: پایین‌ترین قسمت درون قایق. به تمام جای بار نیز گفته می‌شود.
- داسه بالا: لبه بالایی بادبان
- داسه زیر: لبه پایینی بادبان.
- دامن: گوشه عقب بادبان.
- دَر: حلقه‌های طنابی که بادبان را به پروند وصل می‌کند.
- دستور: تیر بلند افقی که گوش جیب را به آن می‌بندند.
- دَهمه: سوراخ‌هایی در گوش بادبان که طناب به آن‌جا وصل می‌شود.
- دوار: وسیله جمع کردن طناب‌ها. مانند وینچ کار می‌کند.
- دول: دگل اصلی قایق.
- دیره: قطب‌نما
- زولی: مستراح قایق که به بدنه وصل است.
- زیوارد: طنابی که دول را به عبد می‌بندد.
- ساج: چوبی که بدنه قایق را از آن می‌سازند.
- ساطور: تخته پهن و بلندی که در سینه قایق نصب می‌شود.
- سامان: تمام اجزای مربوط به بادبان در قایق.
- سرهنگ: رئیس جاشوان که زیر نظر ناخدا کار می‌کند.
- سطحه: عرشه اصلی.
- سکان: صفحه‌ای که در پشت قایق نصب می‌شود و با حرکت دادن آن نوک قایق به چپ یا راست می‌رود.
- سکانی: کسی که زیر نظر ناخدا چرخ را به دست و تنظیم سکان را به عهده دارد.
- سکستان: وسیله ناوبری که یک ششم دایره است.
- سفر گپ: سفر دریایی بزرگ که معمولاً شامل رفتن به هند و آفریقا می‌شود.
- سن: لنگر سنگی برای صخره‌های مرجانی.
- سیفه: روغن جگر کوسه که برای آب‌بندی به بدنه جهاز می‌مالند.
- سینه: جلوی قایق.
- شارت: مجموعه طناب‌ها برای برافراشتن بادبان.
- شفره:
- شلمان: چوب‌های دنده‌مانند که با عطفه به بیس وصل می‌شود و تخته‌های بدنه را بر آن می‌کوبند.
- ضربه: تندوزه یا توفان دریایی
- قیاس: فن محاسبه موقعیت در دریا.
- عالیه: بخشی از بدنه قایق که بین بُرد و سینه قرار دارد.
- عبد: تیر عمودی کلفت و کوتاهی که دول را به آن می‌بندند.
- عبیدار: قرقره چوبی بزرگ و ثابت به سطحه.
- عطفه: قطعات چوبی که به بیس وصل است و شلمان‌ها را به بیس وصل می‌کند.
- علاگی: طناب برافراشتن جیب.
- عمرانی: از طناب‌های نگه‌دارنده دول.
- غراب جندون (غراب شیطان): کشتی مرموزی که گفته می‌شود گاه در طوفان با چراغ‌های نورانی ظاهر می‌شود و برخی ناخدایان مدعی دیدن آن هستند.
- غنجه: نوعی قایق که بیشتر در عمان ساخته می‌شود.
- فرمن: عربی شده پروند.
- قائم: هر یک از چوب‌های قطور عمودی در جلو و عقب قایق برای بستن طناب‌ها.
- قلمی: بادبان کوچک عقب.
- کانه: تیر روی سکان.
- کبن: اتاق ناخدا. احتمالاً از cabin
- کتل: قایق کوچک.
- کنبار: طناب‌های قایق که از الیاف نارگیل بافته می‌شود.
- کواتر: وسیله ناوبری که یک‌چهارم دایره است.
- کلب: تیر افقی در جلوی قایق که به دو قائم جلو بسته شده‌است.
- گابیه: بادبان کوچک بالای بادبان اصلی.
- اوزال گپ: بادبان بزرگ اصلی.
- گرهاف: حلقه‌ای چوبی با دو سوراخ برای حفاظت از طناب در جریان خایور.
- گُفال: از «قفال» عربی، دوره استراحت پیش از شروع کار دریانوردی (معمولاً تابستان.)
- گُفیه: قرقره‌های طناب‌های قایق.
- گوش: بخش جلویی بادبان.
- لنج: نام عمومی انواع قایق موتوری با بدنه چوبی سنتی در خلیج فارس و اقیانوس هند
- لنگر: لنگر با چند ناخن آهنی.
- ماشوه: قایق پارویی بلند دارای ۱۲ یا ۲۴ پارو.
- مح: طنابی که درون لبه‌های بادبان می‌دوزند.
- مخاتف: مجموعه طناب‌های بالا کشیدن پروند.
- مُعلم: ناخدای ناوبر قایق که فنون قیاس را می‌داند.
- موتورلنج: نام دیگر لنج.
- ناخدا: فرمانده اصلی قایق
- نباشه: هر یک از دو تیر چوبی که برای افزودن طول به پروند می‌بندند.
- نهمه: آوازی که برای هماهنگی حرکات جاشوها در هنگام بالا کشیدن اوزال می‌خوانند.
- نیم: عرشه کوچک‌تر در عقب قایق.
- ولمه: باد خوب که از طرف «دوم» یا پشت قایق می‌وزد.
- یاهوم: تنظیم بادبان بر اساس جهت باد.